# Olivia Tennet
Olivia Tennet (Auckland; 4 de enero de 1991) es una actriz neozelandesa, principalmente  de televisión, conocida por haber interpretado a Tuesday Warner en la serie Shortland Street y a la Doctora K en la serie Power Rangers RPM.

## Biografía
Tiene dos hermanos mayores, la bailarina Emma Tennet y el actor Anton Tennet. 
En 2008 Olivia se graduó de la Epsom Girls Grammar School. 
Es buena amiga de las actrices Rose McIver y Adelaide Kane. 
En 2011 comenzó a salir con el actor Milo Cawthorne, con el que se casó el 6 de junio de 2013.

## Carrera
En 2002 obtuvo un pequeño papel en la película El Señor de los Anillos: las dos torres, en la que interpretó a la pequeña Freda, quien junto a su hermano mayor Éothain (Sam Comery) es enviada por su madre Morwen (Robyn Malcolm), para avisar al rey Théoden (Bernard Hill) de que Rohan estaba siendo atacado por los hombres salvajes de las tierras oscuras.
En 2007 se unió al elenco recurrente de la serie Shortland Street en la que interpretó a Tuesday Warner, la hija de Guy Warner (Craig Parker) y de la enfermera Carmen Roberts (Theresa Healey), hasta el 25 de abril de 2008 después de que se mudara a Estados Unidos con su padre. Anteriormente, el papel de Tuesday había sido interpretado por la actriz Kelly Tate, desde el 24 de octubre de 1995 hasta 1996.
En 2009 se unió al elenco principal de la serie de televisión Power Rangers RPM en la que interpretó a la doctora K, una aliada de los Power Rangers.

## Filmografía

### Películas
| Año  | Título                                | Personaje       | Notas |
| ---- | ------------------------------------- | --------------- | --- |
| 2014 | Partiality                            | -               | corto - junto a Simon Ward                                                                                 |
| 2014 | Satisfaction                          | Nicky           | corto - junto a Daniel Cowley, Michael Berry, Ryan Dulieu y Sophia Johnson                                 |
| 2013 | The Naked and Famous: I Kill Giants   | -               | corto - junto a Kerry Wallis                                                                               |
| 2013 | Blood Punch                           | Skyler          | junto a Milo Cawthorne, Ari Boyland, Fleur Saville, Adelaide Kane, Mike Ginn, Cohen Holloway y Amanda Reed |
| 2013 | Home                                  | Olive           | corto - junto a Billy Mayo, John Pirkis y Kayla Xavier                                                     |
| 2012 | The Swarming                          | Julie           | junto a Matthew Amerman y Bill Barminski                                                                   |
| 2006 | Ozzie                                 | Karen           | junto a Rose McIver, Spencer Breslin, Joan Collins, Ralf Moeller, Rachel Hunter y Bruce Allpress           |
| 2005 | Boogeyman                             | Joven Asustada  | junto a Barry Watson, Emily Deschanel, Skye McCole Bartusiak y Lucy Lawless                                |
| 2003 | Lucy                                  | Lucie Arnaz     | junto a Rachel York, Danny Pino, Ann Dowd, LaChanze y Madeline Zima                                        |
| 2002 | The Lord of the Rings: The Two Towers | Freda           | junto a Viggo Mortensen, Robyn Malcolm y Sam Comery                                                        |
| 2002 | Watermark                             | Megan           | junto a Branagh Dennison, Grant Hawke y Helena Ikitoelgi                                                   |
| 2001 | Kids World                            | Nicole Mitchell | junto a Christopher Lloyd, Blake Foster, Michael Purvis, Anton Tennet y Todd Emerson                       |

### Series de televisión
| Año             | Título                                      | Personaje       | Notas                                        |
| --------------- | ------------------------------------------- | --------------- | -------------------------------------------- |
| 2015 - presente | 800 Words                                   | Siouxsie        | 5 episodios                                  |
| 2014            | When We Go to War                           | Lorna           | miniserie                                    |
| 2014            | Flat3                                       | Lee             | episodio "The White Album" - web-serie       |
| 2014            | Dancing in Small Spaces                     | -               | 11 episodios                                 |
| 2013            | The Zelfs                                   | Tressa          | miniserie                                    |
| 2011            | Underbelly NZ: Land of the Long Green Cloud | Julie Theilman  | 3 episodios                                  |
| 2011            | The Almighty Johnsons                       | Delphine Hansen | episodio "Goddesses, Axl, Come in All Forms" |
| 2009            | Power Rangers RPM                           | Dra. K          | 32 episodios                                 |
| 2007 - 2008     | Shortland Street                            | Tuesday Warner  | 54 episodios                                 |
| 2006            | Maddigan's Quest                            | Lilith          | 13 episodios                                 |
| 2003            | P.E.T. Detectives                           | Helena          | episodio "Fire Starters"                     |
| 1999            | Xena: Warrior Princess                      | Princesa Alesia | episodio "If the Shoe Fits..."               |

### Editora, bailarina y coreógrafa
| Año  | Título                              | Notas                  |
| ---- | ----------------------------------- | ---------------------- |
| 2014 | Dancing in Small Spaces             | 11 episodios - editora |
| 2013 | The Naked and Famous: I Kill Giants | corto - coreógrafa     |
| 2013 | The Act Off                         | corto - bailarina      |

### Intervenciones en vídeos musicales
| Año  | Artista              | Canción         | Notas |
| ---- | -------------------- | --------------- | ----- |
| 2013 | Barnaby Saints       | «Apple»         |       |
| 2013 | The Naked and Famous | «I Kill Giants» |       |
| 2008 | Solomon              | «Exit Light»    |       |

### Teatro
| Año  | Obra                              | Personaje      | Director (a)   | Teatro           | Notas                                                                            |
| ---- | --------------------------------- | -------------- | -------------- | ---------------- | -------------------------------------------------------------------------------- |
| 2015 | The Book of Everything            | Margot Klopper | Sophie Roberts | Silo Theatre     | junto a Michelle Blundell, Patrick Carroll, Mia Blake, Tim Carlsen y Sam Snedden |
| 2014 | Hauraki Horror                    | Jaime Ridge    | -              | -                | -                                                                                |
| 2014 | The Man Whose Mother Was A Pirate | -              | -              | Auckland Theatre | -                                                                                |
| 2014 | 360 - A Theatre of Recollections  | Hermana        | -              | -                | -                                                                                |
| 2011 | The Wizard of Oz                  | Dorothy Gale   | -              | Peach Theatre    | -                                                                                |
| 2011 | Othello                           | Emilia         | -              | Peach Theatre    | -                                                                                |
| 2011 | Sirens                            | Reina Sirena   | -              | -                | -                                                                                |
| 2010 | Stepping Out                      | Lynne          | -              | Auckland Theatre | -                                                                                |
| 2010 | 360                               | Hermana        | -              | -                | -                                                                                |
| 2009 | Christ Almighty!                  | Mary           | -              | -                | -                                                                                |
| 2009 | Twelfth Night                     | Viola          | -              | -                | -                                                                                |
| 2009 | Autobahn                          | -              | -              | -                | -                                                                                |
| 2009 | The Pied Piper of Hamilton        | -              | -              | -                | -                                                                                |
| 2009 | The Arrival                       | -              | -              | -                | -                                                                                |
| 2009 | Titus Andronicus                  | Lavinia        | -              | -                | -                                                                                |
| 2008 | A Midsummer Night's Dream         | Hermina        | -              | -                | -                                                                                |
| 2008 | Children of the Poor              | Albany         | -              | -                | -                                                                                |
| 2008 | For Today                         | Sophie         | -              | -                | -                                                                                |
| 2007 | Cabaret                           | Sally Bowles   | -              | -                | -                                                                                |
| 2006 | Romeo and Juliet                  | Juliet         | -              | -                | -                                                                                |
| 2005 | Les Misérables                    | Éponine        | -              | -                | -                                                                                |
| 2002 | A Midsummer Night's Dream         | Puck           | -              | -                | -                                                                                |

## Premios y nominaciones
| Año  | Categoría                       | Premio                                                        | Película/Teatro  | Resultado |
| ---- | ------------------------------- | ------------------------------------------------------------- | ---------------- | --------- |
| 2014 | Best Actress                    | Hoboken International Film Festival Award                     | Blood Punch      | Nominada  |
| 2011 | Best Dancing in a Play          | DANZ Award                                                    | The Wizard of Oz | Nominada  |
| 2011 | Best Arms and Legs Outstretched | Metro Magazine Award                                          | The Wizard of Oz | Ganó      |
| 2003 | Best Actress                    | New Zealand Drifting Clouds International Film Festival Award | Watermark        | Ganó      |
| 2000 | Best Juvenile Performer         | Film Award                                                    | Kids World       | Ganó      |